# Coeriana clandestina
Coeriana clandestina är en fjärilsart som beskrevs av Walker 1858. Coeriana clandestina ingår i släktet Coeriana och familjen nattflyn. Inga underarter finns listade i Catalogue of Life.